# Leptogenys quiriguana
Leptogenys quiriguana es una especie de hormiga del género Leptogenys, subfamilia Ponerinae.

## Taxonomía
Esta especie fue descrita científicamente por Wheeler en 1923.